# Direktdemokraterna
Direktdemokraterna (DD) är ett svenskt politiskt parti, baserat på principerna om direktdemokrati och flytande demokrati. Partiet grundades 2013 genom en sammanslagning av de två direktdemokratiska partierna Demoex i Vallentuna kommun och Aktiv Demokrati som startades i Linköping. Demoex var representerat med ett mandat i Vallentunas kommunfullmäktige mellan 2002 och 2014, och därmed världens första direktdemokratiska parti som blivit invald i en beslutande församling.
Partiet vill stärka demokratin genom att ge svenska folket möjlighet att rösta direkt i omröstningar om sakfrågor i kommun, landsting, riksdag. Detta kallas direktdemokrati.   Om man inte själv vill rösta i alla frågor, ska det vara möjligt att välja en delegat som röstar i frågor där man väljer att inte själv rösta på grund av exempelvis tidsbrist eller ointresse. Detta benämns som flytande demokrati.
Partiet fick 0,08% av rösterna i riksdagsvalet 2018, vilket gjorde det till det femte största partiet utan representation i riksdagen.

## Ideologi
Partiet vill att väljarna ska kunna delta i omröstningarna i riksdag och fullmäktige, genom att de folkvalda för partiet ska vara bundna av de allmänna omröstningar som partiet anordnar i sakfrågor på sin hemsida. I Vallentuna lottade Direktdemokraterna turordningen på valsedeln inför val till kommunfullmäktige varefter representanterna förband sig att motionera och rösta enligt resultaten i omröstningarna.
Partiet har beslutat i sitt interna omröstningssystem att "Sverige ska införa möjligheten att starta folkinitiativ i syfte att hålla bindande folkomröstningar, samt att göra det möjligt för enskilda representativa ledamöter att ställa motion om detta, i samtliga frågor, på samtliga nivåer, från kommuner, till landsting/regioner och riksdag" samtidigt som man betonar att "Direktdemokraterna får ej lämna fram motioner och förslag som inte kommer från vårt röstsystem med stöd. Direktdemokraterna får ej rösta i omröstningar som sker i våra politiska församlingar och går emot de röstberättigades vilja från vårt röstsystem."
Det ska vara möjligt att välja en delegat som röstar i frågor där man väljer att inte rösta själv på grund av exempelvis okunskap. Detta benämns som flytande demokrati. Partiet har målet att kunna genomföra dessa omröstningar online via internet och mobiltelefoner.
Det ska även vara möjligt att svenska folket lägger fram egna motioner i exempelvis riksdagen som om den stöds av tillräckligt många läggs fram av Direktdemokraterna.

## Historia
Efter att ha grundads 2013 registrerade man partibeteckningen hos Valmyndigheten 2014.

## Samverkande organisationer

### Ungdomsförbund
Ung Direktdemokrat, förkortat Ung DD är ett ungdomsförbund som beskriver sig som en konstellation av Direktdemokraternas ungdomsförbund och en plattform för ungdomar att utveckla demokratin. Ung Direktdemokrat bildades hösten 2014 av medlemmar i Direktdemokraterna.

## Valresultat

### Riksdagsval
I riksdagsvalet 2014 fick partiet 1 417 röster och 0,02 procent av rösterna vilket innebär att partiet är Sveriges sjuttonde största parti och nionde största parti utanför riksdagen efter antal röster i riksdagsvalet 2014.
I valet 2018 fick Direktdemokraterna 5 153 röster (0,08%) vilket gjorde partiet till det femte största partiet utanför riksdagen.

### Regionalval
Partiet ställde 2014 upp i valen till landstingsfullmäktige i Stockholms län och Västra Götalands län.

### Kommunalval
Partiet ställde upp med kandidater i valen till kommunfullmäktige 2014 i 7 kommuner: Göteborg, Hedemora, Mölndal, Stockholm, Tyresö, Vallentuna och Värmdö. Vallentuna kommun blev det bästa resultatet för partiet med 0,83 procent av rösterna i valet till kommunfullmäktige.
Partiet ställde även upp omvalet till kommunfullmäktige i Båstad 2015.

### EU-val
Partiet ställde upp i Europaparlamentsvalet 2019 och fick 1 276 röster (0,05 %).